# 马蒂厄·勒穆瓦纳
马蒂厄·勒穆瓦纳（法語：Mathieu Lemoine，1984年4月17日—），法国男子马术运动员。他曾代表法国参加2016年夏季奥林匹克运动会马术比赛，获得团体三日赛金牌和个人三日赛第十五名。